# Middle Jiasong Road
Middle Jiasong Road (嘉松中路; Pinyin: Jiāsōng Zhōnglù) is een station van de metro van Shanghai in het district Qingpu. Het station wordt bediend door lijn 17. Het station werd in gebruik genomen op 30 december 2017.
Het bovengronds station met twee zijperrons ligt aan de kruising van East Yinggang Road en Middle Jiasong Road in het oosten van Qingpu.